# Gustav Luntowski
Gustav Luntowski (* 17. Januar 1930 in Wien; † 29. März 2022 in Dortmund) war ein deutscher Historiker und Archivar.

## Leben
Gustav Luntowski studierte Geschichte an der Freien Universität Berlin und wurde dort 1954 promoviert. Anschließend besuchte er die Archivschule Marburg (3. Wissenschaftlicher Lehrgang 1955/56). Von 1958 bis 1967 leitete er das Stadtarchiv Lüneburg und die Ratsbücherei (öffentliche Bibliothek) Lüneburg.
Luntowski lebte seit 1967 im Ruhrgebiet. Bis 1995 war er Direktor des Stadtarchivs Dortmund, Vorstandsmitglied der Stiftung Westfälisches Wirtschaftsarchiv und außerplanmäßiger Professor für Landesgeschichte an der Technischen Universität Dortmund. Er war Mitglied der Vereinigung für Verfassungsgeschichte. Zudem war Luntowski seit 1974 ordentliches Mitglied der Historischen Kommission für Westfalen; 2006 wurde seine ordentliche in eine korrespondierende Mitgliedschaft umgewandelt.

## Werk
In seiner Studie „Hitler und die Herren an der Ruhr“ erinnert die politische uneinige Ruhrlade weniger an den allmächtigen Akteur im Hintergrund als vielmehr an den „Zauberlehrling“, welcher die Nazipartei zunächst zur Eindämmung des Weimarer Sozialstaates instrumentalisieren wollte, ihr aber schließlich nicht mehr Herr wurde.

## Schriften
- Hitler und die Herren an der Ruhr. Wirtschaftsmacht und Staatsmacht im Dritten Reich. Lang, Frankfurt am Main 2000.
- Kleine Wirtschaftsgeschichte von Dortmund. Stadtsparkasse, Dortmund 1988.
- Die kommunale Selbstverwaltung. Ruhfus, Dortmund 1977.
- Dortmunder Kaufleute in England im 13. und 14. Jahrhundert. Ein Quellennachweis. Stadtarchiv, Dortmund 1970.
- Die Industrie- und Handelskammern und die Entwicklung von Industrie, Handel und Verkehr im Regierungsbezirk Lüneburg. Festschrift zum 100jährigen Bestehen der Industrie- und Handelskammer für den Regierungsbezirk Lüneburg am 26. Mai 1966. Industrie- u. Handelskammer, Lüneburg 1967.
- Zur Verfassungs- und Wirtschaftsgeschichte der ehemaligen Benediktinerabtei Bursfelde im Mittelalter. Phil. Diss. FU Berlin 1954.